# رومي كاسبر
رومي كاسبر (بالألمانية: Romy Kasper)‏ هي دراجة ألمانية، ولدت في 5 مايو 1988 في Wagenfeld ‏ في ألمانيا.

## وصلات خارجية
- رومي كاسبر على موقع الاتحاد الدولي للدراجات (الإنجليزية)
- رومي كاسبر على موقع أرشيف الدراجات (الإنجليزية)
- رومي كاسبر على موقع إحصائيات الدراجات الإحترافية (الإنجليزية)
- رومي كاسبر على موقع نسبة الدراجات (الإنجليزية)
- رومي كاسبر على موقع CycleBase (الإنجليزية)
- رومي كاسبر على موقع CyclingDatabase.com (مؤرشف) (الإنجليزية)
- رومي كاسبر على موقع اللجنة الأولمبية الدولية (الإنجليزية)
- رومي كاسبر على موقع أوليمبيديا (الإنجليزية)
- رومي كاسبر على موقع اللجنة الأولمبية الألمانية (الألمانية)